# Bouches-du-Rhin
Departamentul Bouches-du-Rhin (franceză Département des Bouches-du-Rhin, neerlandeză Departement Monden van de Rijn) a fost un departament al Franței din perioada primului Imperiu. 
Departamentul a fost format în urma anexării Regatului Olandei de către Primul Imperiu Francez în 1810. Numele departamentului înseamnă Gura Rinului și indică faptul că este situat pe cursul inferior al acestui râu, în apropiere de vărsarea acestuia în Marea Nordului. Reședința departamentului a fost orașul 's-Hertogenbosch, cunoscut în franceză ca Bois le Duc. Departamentul era administrat indirect prin intermediul administrației franceze de la Bruxelles, spre deosebire de celelalte departamente din actuala Olandă care erau administrate de la Haga.
Departamentul este divizat în 3 arondismente și 21 cantoane astfel:
- arondismentul 's-Hertogenbosch, cantoanele: 's-Hertogenbosch, Boxtel, Heusden, Oisterwijk, Oss, Tilburg, Waalwijk și Zaltbommel.
- arondismentul Eindhoven, cantoanele: Asten, Eindhoven, Gemert, Helmond, Hilvarenbeek, Oirschot și Sint-Oedenrode.
- arondismentul Nijmegen, cantoanele: Boxmeer, Druten, Grave, Nijmegen, Ravenstein și Wijchen.

În urma debarcării viitorului rege William I la Scheveningen și a oucpării succesive a Țărilor de Jos, Franța pierde controlul asupra regiunii începând de la sfârșitul lui 1813. În urma înfrângerii lui Napoleon în 1814 teritoriul intră în componența Regatului Unit al Țărilor de Jos în cadrul căreia face parte din provinciile Brabantul de Nord și Gelderland, provincii existente și în prezent în Olanda.